# Pic Yala
Pour les articles homonymes, voir Yala.
Le pic Yala est une montagne située dans le parc national de Langtang, au Népal. Classée en tant que trekking peak par la Nepal Mountaineering Association (en) (NMA), son ascension est relativement simple et non-technique. Son sommet offre un point de vue sur le Shishapangma (8 013 m), le moins élevé des quatorze sommets de plus de 8 000 mètres d'altitude.